# Duklja

Kaart elfde eeuw

Duklja of Diokletija (Montenegrijns: Дукља of Диоклетија; Latijn: Doclea of Diocleia; Grieks: Διοκλεία) was een Slavische middeleeuwse staat die zich bevond rond de rivier Zeta, het Meer van Shkodër en de Baai van Kotor en grensde aan Travunia en Kotor. 
Duklja maakte deel uit van Raška dat een vazalstaat was van het Byzantijnse Rijk (610-960) en later onder directe Byzantijnse suzereiniteit (960-1040) stond tot het in het midden van de elfde eeuw onafhankelijk werd. Het Huis Vojislavljević regeerde over het land. Later werd Duklja geïncorporeerd in het Groot Prinsdom Servië, daarna in het Koninkrijk Servië waar het bleef tot de val van het Keizerrijk Servië. Daarna werd het het vorstendom Zeta.
Het bestuurlijk centrum van Duklja was de gelijknamige stad.